# Arquidiócesis de Samoa-Apia
La arquidiócesis de Samoa-Apia (en latín: Archidioecesis Samoa-Apiana, en inglés: Roman Catholic Archdiocese of Samoa–Apia y en samoano: Puleaga Fa'aAkiepikopo Samoa-Apia) es una circunscripción eclesiástica de la Iglesia católica en Samoa. Se trata de una arquidiócesis latina, sede metropolitana de la provincia eclesiástica de Samoa-Apia. Desde el 12 de junio de 2024 su arzobispo es Mosese Vitolio Tui, de la Pía Sociedad de San Francisco de Sales. 

## Territorio y organización

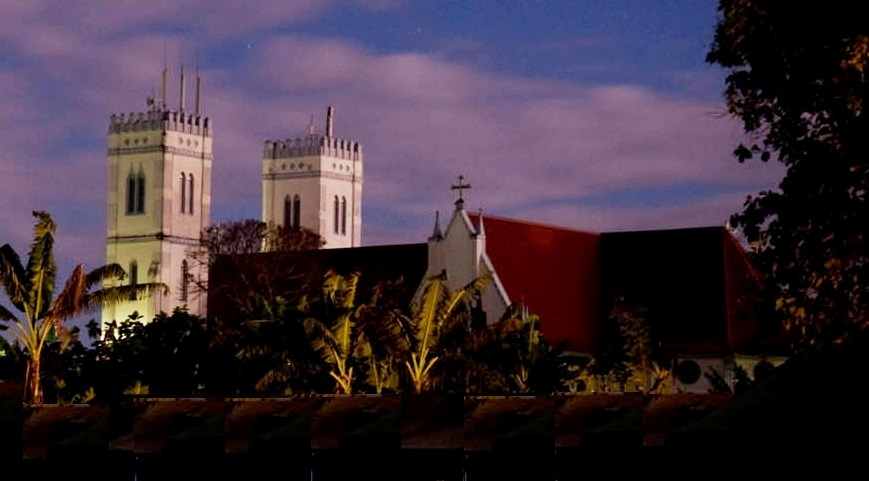
Basílica de Santa Ana, en Leulumoega

La arquidiócesis tiene 2830 km² y extiende su jurisdicción sobre los fieles católicos de rito latino residentes en Samoa.
La sede de la arquidiócesis se encuentra en la ciudad de Apia, en la isla de Upolu, en donde se halla la Catedral de la Inmaculada Concepción. En la misma isla, en Leulumoega, se encuenra la basílica de Santa Ana.
La arquidiócesis tiene como sufragánea a la diócesis de Samoa-Pago Pago. Está agregada a la provincia eclesiástica la misión sui iuris de Tokelau.
En 2022 en la arquidiócesis existían 60 parroquias.

## Historia
La primera evangelización de las islas de Samoa se llevó a cabo a partir de 1845 por los padres maristas.
El vicariato apostólico de las Islas Navegantes o Samoa fue erigido el 20 de agosto de 1850 mediante el breve Illud sane del papa Pío IX separando territorio del vicariato apostólico de Oceanía Central (hoy diócesis de Tonga).
El 4 de enero de 1957 asumió el nombre de vicariato apostólico de Samoa y Tokelau.
El 21 de junio de 1966, mediante la bula Prophetarum voces del papa Pablo VI, el vicariato apostólico fue elevado a diócesis y asumió el nombre de diócesis de Apia.
El 10 de agosto de 1974 la diócesis tomó el nombre de diócesis de Apia o Samoa y Tokelau, que el 3 de diciembre de 1975 volvió a cambiar a favor de la diócesis de Samoa y Tokelau como consecuencia del decreto Dioecesis Apiana de la Congregación para la Evangelización de los Pueblos.
El 10 de septiembre de 1982 cedió una parte de su territorio para la erección de la diócesis de Samoa-Pago Pago y al mismo tiempo mediante la bula Maiorem ad utilitatem del papa Juan Pablo II la diócesis fue elevada al rango de arquidiócesis metropolitana y asumió el nombre de arquidiócesis de Samoa-Apia y Tokelau.
El 26 de junio de 1992 se dividió la arquidiócesis, dando origen a la actual arquidiócesis y a la misión sui iuris de Tokelau.

## Estadísticas
Según el Anuario Pontificio 2023 la arquidiócesis tenía a fines de 2022 un total de 37 000 fieles bautizados.
| Año                                                                             | Población            | Población | Población      | Sacerdotes | Sacerdotes    | Sacerdotes    | Bautizados por sacerdote | Diáconos permanentes | Religiosos | Religiosos | Parroquias |
| Año                                                                             | Bautizados católicos | Total     | % de católicos | Total      | Clero secular | Clero regular | Bautizados por sacerdote | Diáconos permanentes | Varones    | Mujeres    | Parroquias |
| ------------------------------------------------------------------------------- | -------------------- | --------- | -------------- | ---------- | ------------- | ------------- | ------------------------ | -------------------- | ---------- | ---------- | ---------- |
| 1950                                                                            | 20 000               | ?         | ?              | 25         | 5             | 20            | 800                      |                      | 14         | 69         | 14         |
| 1970                                                                            | 36 521               | 173 264   | 21.1           | 34         | 5             | 29            | 1074                     |                      | 57         | 107        | 21         |
| 1976                                                                            | 34 472               | 183 814   | 18.8           | 37         | 10            | 27            | 931                      |                      | 60         | 138        | 24         |
| 1980                                                                            | 36 224               | 188 651   | 19.2           | 39         | 10            | 29            | 928                      |                      | 68         | 121        | 24         |
| 1990                                                                            | 37 237               | 166 069   | 22.4           | 40         | 17            | 23            | 930                      | 4                    | 46         | 96         | 22         |
| 1999                                                                            | 42 117               | 182 221   | 23.1           | 42         | 25            | 17            | 1002                     | 25                   | 32         | 76         | 28         |
| 2000                                                                            | 49 199               | 182 221   | 27.0           | 41         | 24            | 17            | 1199                     | 22                   | 33         | 117        | 38         |
| 2001                                                                            | 30 336               | 183 000   | 16.6           | 50         | 29            | 21            | 606                      | 24                   | 46         | 71         | 29         |
| 2002                                                                            | 31 096               | 181 000   | 17.2           | 47         | 27            | 20            | 661                      | 24                   | 44         | 72         | 29         |
| 2003                                                                            | 42 473               | 182 379   | 23.3           | 49         | 28            | 21            | 866                      | 21                   | 56         | 63         | 29         |
| 2004                                                                            | 35 452               | 180 402   | 19.7           | 48         | 26            | 22            | 738                      | 17                   | 35         | 69         | 32         |
| 2010                                                                            | 42 500               | 189 000   | 22.5           | 50         | 35            | 15            | 850                      | 30                   | 33         | 73         | 38         |
| 2014                                                                            | 36 437               | 187 820   | 19.4           | 63         | 42            | 21            | 578                      | 52                   | 31         | 22         | 47         |
| 2017                                                                            | 31 221               | 187 820   | 16.6           | 72         | 51            | 21            | 433                      | 48                   | 31         | 22         | 49         |
| 2020                                                                            | 33 100               | 187 820   | 16.6           | 72         | 51            | 21            | 433                      | 48                   | 31         | 22         | 49         |
| 2022                                                                            | 37 000               | 198 000   | 18.7           | 74         | 52            | 22            | 500                      | 91                   | 30         | 50         | 60         |
| Fuente: Catholic-Hierarchy, que a su vez toma los datos del Anuario Pontificio. |                      |           |                |            |               |               |                          |                      |            |            |            |

## Episcopologio
- Sede vacante (1850-1872)

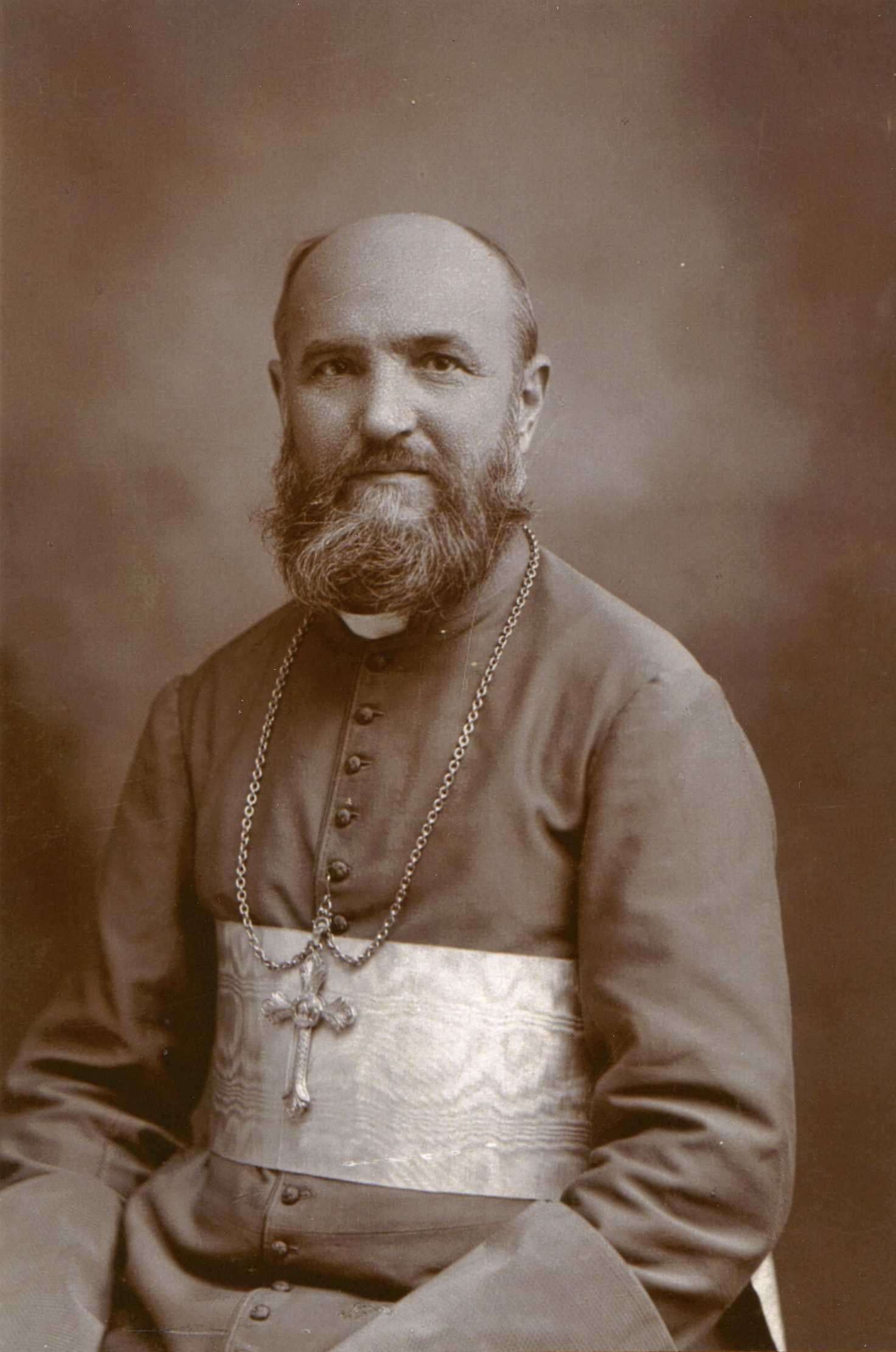
Pierre-Jean Broyer, obispo de Samoa-Apia de 1896 a 1918

- Aloys Elloy, S.M. † (28 de septiembre de 1872-22 de noviembre de 1878 falleció)[nota 2]
  - Sede vacante (1878-1896)[nota 3]
- Pierre-Jean Broyer, S.M. † (30 de marzo de 1896-29 de octubre de 1918 falleció)
- Joseph Darnand, S.M. † (4 de agosto de 1919-23 de noviembre de 1953 retirado)
- Jean Baptiste Dieter, S.M. † (16 de noviembre de 1953-28 de junio de 1955 falleció)
- George Hamilton Pearce, S.M. † (29 de febrero de 1956-22 de junio de 1967 nombrado arzobispo de Suva)
- Pio Taofinu'u, S.M. † (11 de enero de 1968-16 de noviembre de 2002 retirado)
- Alapati Lui Mataeliga † (16 de noviembre de 2002-25 de abril de 2023 falleció)[nota 4]
- Mosese Vitolio Tui, S.D.B., desde el 12 de junio de 2024